# Avicennia
Avicennia är ett släkte förvedade mangroveväxter som består av ca 8 arter fördelade över tropikerna.
En art, Avicennia officinalis, har ved som är vackert färgad med mörka teckningar på ljusviolett botten och är mycket hårt och tungt. Träslaget används för tillverkning av olika bruksföremål.
Ett annat slag av avicenniaträd ger vitt trä, även det hårt och tungt.